# Edith Picton-Turbervill
Edith Picton-Turbervill (13 juin 1872 – 31 août 1960) est une réformatrice sociale anglaise, écrivaine et membre du Parti travailliste. De 1929 à 1931, elle est députée pour The Wrekin, dans le Shropshire.

## Famille et formation
Edith Picton-Turbervill est née à Lower House, Fownhope, dans le Herefordshire, le 13 juin 1872. Elle est la fille jumelle de John Picton Warlow, capitaine dans la Mandras Staff Corps, et de sa femme Eleanor (née Temple) fille de Sir Grenville Temple of Stowe, baronnet. Elle prend le nom de Picton-Turbervill en même temps que son père, quand en 1892 il hérite du domaine Turbervill d'Ewenny Priory, dans le comté de Glamorgan. Le domaine est de 3,000 acres et son père est propriétaire d'une redevance minière et conservateur ; il est juge de paix et membre du conseil du district rural de Penybont. Edith est envoyée à la Royal High School de Bath. Son environnement familial et son école l'amènent à penser que la vie est faite pour être vécue de façon active, par souci envers les autres ; elle est aussi très croyante.

## Travail missionnaire avec la Young Women's Christian Association
C'est le travail social et philanthropique qui la conduit vers le parti travailliste, et l'amène à penser que « des changements fondamentaux dans les lois sont nécessaires pour que le peuple obtienne de meilleures conditions de vie ». Elle grandit dans une famille ayant des liens avec l'aristocratie.
Son premier contact avec le travail social a lieu avec les terrassiers qui travaillaient sur la construction du chemin de fer du val de Glamorgan, près de chez elle. Ils vivent alors dans des conditions déplorables, isolés des communautés locales. Edith tente alors de les soutenir moralement grâce à la religion et la création d'une salle de lecture. Pendant un temps, ses intérêts la portent principalement vers l’œuvre évangélique, et elle fréquente une école de formation pour les missionnaires à Londres afin de préparer son travail de missionnaire dans l'East End. Une partie des cours consiste à visiter des bidonvilles, ce qui la mène jusqu'aux bidonvilles de Shoreditch et aux travaux de force.
Elle fait la connaissance en Amérique d'Emily Kinnaird (en), membre des Young Women's Christian Association (YWCA), et c'est par son intermédiaire qu'elle s'intéresse à l'association. En 1900 elle se rend en Inde pour travailler pour l'YWCA, surtout parmi les étudiantes anglo-indiennes et indiennes, jusqu'à ce qu'une maladie l'oblige à retourner chez elle en 1906. Elle reviendra en Inde après s'être rétablie, mais quitte définitivement l'Inde en 1908 à cause de la malaria. Néanmoins elle ne perd pas ce pays de vue, et est très active au sujet de l'Inde durant ses deux années à la Chambre des communes. Quand elle rentre chez elle, elle est nommée chef du département étranger en 1909.
Elle est aussi impliquée dans la campagne pour le droit de vote des femmes, mais du côté des suffragistes, se tournant plutôt vers Millicent Fawcett en tant que leader plutôt que Sylvia Pankhurst, pour qui cependant, elle a un grand respect. Pendant la Première Guerre mondiale, elle est impliquée dans l'YWCA en travaillant en tant que cantinière et logeuse pour les femmes travaillant dans l'industrie des munitions et pour les membres de la « Women's Army Axilliary Corps » en France. Elle est nommée officier de l'ordre de l'Empire britannique (OBE) pour à ses actions en 1917. Elle est nommée vice-présidente nationale de l'YWCA de 1914 à 1920 et de 1922 à 1928, et elle est, durant cette période, directrice des appels pour l'association.

## Campagne pour le droit des femmes à devenir prêtre
Un de ses plus grands souhaits est que les femmes puissent être consacrées comme prêtres anglicans au sein de l'Église d'Angleterre. Juste après la Première Guerre mondiale, elle devient la première femme à servir une messe officielle dans l'Église d'Angleterre, à North Somercotes dans le Lincolnshire. Elle est aussi l'une des femmes à avoir prêché dans St. Botolph's Church, Bishopsgate, à l'invitation du pasteur G.W. Hudson Shaw.
Elle obtient un diplôme interdiocésain de l'évêque de Londres pour son travail et, durant toute sa vie, la place de la femme dans l'Église reste une préoccupation constante. Elle a écrit des livres et des articles pour défendre la place de la femme dans la hiérarchie de l’Église.

## Activités au sein du Parti travailliste
C'est pendant les années de guerre qu'elle a son premier contact avec des membres du parti travailliste : George Lansbury et Margaret Bondfield. Bondfield semble l'avoir particulièrement influencée, et elle est grandement impressionnée par l'œuvre d'Arthur Henderson The Aims of Labour (1918).
Elle rejoint le Parti travailliste en 1919, et est candidate d'Islington North lors des élections générales de 1922. Maude Royden et Isabella Ford sont parmi celles qui l'ont soutenue pendant sa campagne, et même si elle a peu d'espoir de remporter le siège, elle augmente le pourcentage des votes pour le parti travailliste.
Elle ne se représente pas aux élections générales de 1923, mais elle travaille à Port Talbot pour Ramsay MacDonald, avec qui elle reste en termes amicaux jusqu'à sa mort. Cependant, elle critique certaines de ses actions dans son autobiographie.
Picton-Turbervell est candidate pour la circonscription de Stroud dans le Gloucestershire en 1924, où elle est battue par le candidat conservateur. Elle fait de vifs commentaires sur le silence du Premier ministre MacDonald sur la lettre de Zinoviev, qui s'avère être un faux. Elle fait remarquer que l'absence de commentaires de MacDonald a eu « un effet dévastateur » sur les candidats travaillistes à l'élection.
En 1925, elle est élue du parti travailliste pour une circonscription peu importante, The Wrekin, dans le Shropshire – comme Stroud, une circonscription majoritairement rurale, avec une communauté minière d'à peu près 4 000 personnes ; elle devient une amie proche du représentant des mineurs, William (Bill) Latham – « Un vieil homme charmant, [...] et ses discours étaient remplis de citations et de références à l'Ancien Testament ».

## Travail parlementaire
Bien qu'elle soit Anglicane, on lui demande fréquemment de prêcher dans les chapelles locales de la région de Wrekin, et à l’élection générale de 1929, elle remporte son siège par près de 3 000 votes. « Lorsque les résultats sont annoncés certains dans la vaste foule, chantaient la doxologie Louez Dieu de qui toutes les bénédictions jaillissent, reprise par un grand nombre de personnes en un chœur puissant». En 1929, il y avait quatorze femmes dans la nouvelle chambre des communes pour 600 hommes ; et le compte-rendu du parlement de 1929-1931 dans son autobiographie mérite d’être lu. Elle s'est toujours senti concernée par le statut inférieur de la femme dans la société, et a toujours soutenu les mesures de réformes ; elle a présenté avec succès le projet de loi « Sentence of Death (Expectant Mothers) » en 1931 pour empêcher la condamnation à mort de femmes enceintes. Dans cette affaire elle a montré toute son humanité et sa sensibilité. Grâce à ses connaissances du droit canonique, elle est nommée par le gouvernement au Comité ecclésiastique du Parlement en juillet 1929 — c'est la première femme à être nommé à ce poste.
En politique, elle est modérée et admiratrice de MacDonald, mais après la crise 1931, après une période d hésitation — elle s'est abstenue lors du premier vote de confiance demandé par le Gouvernement National — elle décide de rester au Parti Travailliste. Elle prend cette décision à cause des personnalités de Henderson et William Graham, et plus particulièrement de ce dernier.
Picton-Tubervill s'est beaucoup investie pour la place des femmes au sein des forces de police et a organisé un certain nombre de discussions parlementaires sur la question. Parlant en juillet 1931, elle affirme que « des policières entraînées créent un meilleur ordre social dans nos villes » et elle défend la présence des femmes dans la police. À cette époque, les policières sont seulement employées dans 6 conseils (sur 60) et 34 arrondissements (sur 121).
Aux élections générales de 1931, elle perd sa place au profit de James Baldwin-Webb du parti Conservateur. Edith s'y attendait,et dans ses souvenirs de ses journées elle a souligné l'énorme influence de la diffusion à la radio des discours de MacDonald et Snowden pour obtenir le soutien du Gouvernement National. Elle a donc écrit : « Cependant, la panique financière était si grande que je crois sincèrement que si un chimpanzé s'était présenté à cette élection pour le gouvernement national, dans certaines circonstances il aurait été renvoyé au Parlement. »

## Ses voyages et son travail après le Parlement
Elle voyage beaucoup durant toute sa vie, et après avoir perdu son poste au Parlement, elle se rend en Russie en 1932 (ce voyage de l'impressionne pas) et au Kenya en 1933. En 1935, elle visite la Turquie en tant que chef de la délégation britannique au Congrès International des Femmes Citoyennes, et rencontre le président Mustafa Kemal Atatürk. Elle visite Copenhague au même titre en 1939. En 1935, elle est membre du groupe Next Five Years et en 1936, on lui demande de rejoindre la Commission gouvernementale à Hong Kong et en Malaisie britannique pour poser la question des Mui tsai (en). C'est un sujet qu'elle a déjà abordé à maintes reprises au Parlement. Dans ce système, des jeunes femmes sont transférées de chez leurs parents vers d'autres foyers en échange d'argent, pour devenir servantes.C'était évidemment ouvert aux abus, et, de fait, illégal, mais répandu.
En 1929, des tentatives d'enregistrements et d'inspections des Mui Tsai sont faites, mais cela reste un sujet de préoccupation. Ses enquêtes amènent Edith Picton-Turbervill à écrire un rapport concernant les mineurs. Les deux autres commissaires, Sir Wilfred Woods et Mr. C.A. Willis, membres retraités des services sociaux, respectivement à Ceylan et au Soudan, estiment que la législation existante doit simplement être appliquée plus fermement. Ils pensent qu'il est politiquement incorrect de faire ce qu'Edith suggère : étendre le système d'enregistrement et d'inspection à tous les enfants transférés, qu'ils soient ou non mui tsai. L'Office Colonial publie les deux rapports en 1937, et en 1939 les gouvernements d'Hong Kong et de Malaisie acceptent les principes du rapport sur les mineurs.

## Vie ultérieure
Pendant la Seconde Guerre mondiale, Edith Picton-Turbervill travaille pour le ministère de l'Information de 1941 à 1943. En 1944, elle devient Présidente du Conseil National des Femmes Citoyennes. À partir de 1940, elle vit aux alentours de Cheltenham, et tout en continuant à écrire, en faisant des conférences et en soutenant les causes pour lesquelles elle travaille, elle apparaît aussi à la télévision et à la radio. Elle meurt le 31 août 1960 à Cheltenham, âgée de 88 ans, et laisse un héritage de 25 555 £.
Ses discours étaient directs et fondés sur des croyances profondément ancrées et bien construits. Elle avait un large groupe d'amies, incluant des travaillistes de l'aile gauche. Issue d'une vielle et riche famille, ses pensées socialistes la mettaient en désaccord avec des membres de sa famille, leurs amis et voisins. Elle était anti-conformiste, ne s'était jamais mariée, ce qui lui a permis d'avoir une vie publique active et remplie, ce qu'elle a exploité à son maximum pendant sa campagne pour améliorer le statut des femmes.

## Publications
- « The Coming Order in the Church of Christ », 19th century and after, nos. 475 477 (1916) 521–30, 1000–7
- (en) Burnett Hillman Streeter et Edith Picton-Turbervill, Woman and the church, London : T.F. Unwin, 1917 (lire en ligne)
- (en) Edith Picton-Turbervill, Christ and Woman's Power, Morgan & Scott, 1919 (lire en ligne)

- Edith Picton-Turbervill, Musings of a laywoman on the life of the churches, J. Murray, 1919 (lire en ligne)
- Edith Picton-Turbervill, Christ and international life, London : Morgan, 1921 (lire en ligne)
- (en) Edith Picton-Turbervill, The Coming Order in the Church of Christ, publisher not identified, 1916 (lire en ligne)
- « New Turkey's Dictator », Sat. Rev. 159, 29 juin 1935, 811
- (en) Great Britain, Commission on Mui Tsai in Hong Kong and Malaya, Wilfrid Wentworth Woods et Edith Picton-Turbervill, Mui tsai in Hong Kong and Malaya : report of commission., H.M.S.O., 1937 (OCLC 829961527, lire en ligne)
- (en) Edith Picton-Tubervill, « Childhood in Brighton and Bruges », dans Margot Asquith (comtesse d'Oxford et Asquith), Myself when young, Londres, F. Muller, 1938
- (en) Edith Picton Turbervill, Life is Good : An Autobiography, F. Muller Limited, 1939 (lire en ligne)
- (en) Edith Picton-Turbervill, In the Land of my Fathers, Cardiff, Western Mail and Echo, 1946